# Глинск (средневековый город)
Глинск (др.-рус. Глинескъ) — город, известный из письменных источников XV—XVI веков. Предполагаемый центр Глинского княжества.

## История
Согласно созданной в XVI веке родословной росписи, в 80-х годах XIV столетия прародитель князей Глинских Мансур (сын темника Мамая) «зарубил» три города: Глинск, Полтаву и Глинницу. После смерти Мансура эти города унаследовал его старший сын Алекса, ставший вассалом великого князя литовского Витовта. В результате поражения Витовта в битве на Ворскле (1399 год) вотчину Глинских разорили золотоордынские войска под предводительством хана Тимур-Кутлуга и беклярибека Едигея. На протяжении всего XV века родовые земли Глинских оставались практически безлюдными. В 1498 году их поделили между собой братья Богдан и Григорий Глинские: первому (старшему) досталось Посулье, второму — берега Ворсклы и Мерлы, а также городище Полствин на Удае.
Глинск упоминается в летописном «Списке русских городов дальних и ближних», составленном не позднее 1449 года. Его название встречается в ярлыках крымских ханов литовским князьям, датированных 1461—1560 годами.

## Местоположение

### На Суле
Глинск часто отождествляется с одноимённым селом на правом берегу Сулы (ныне в составе Сумской области Украины). Сторонниками этой версии были М. К. Любавский, Ф. И. Леонтович, П. Г. Клепатский, Ф. Е. Петрунь, С. Дзядулевич, С. Кучиньский, Б. А. Рыбаков, М. Н. Тихомиров, В. П. Нерознак, А. В. Куза, Ю. Ю. Моргунов. В наши дни гипотезу о расположении средневекового Глинска в Посулье поддерживают Е. В. Русина, Д. Колодзейчик, А. А. Астайкин, В. П. Гулевич и Е. Н. Осадчий.
В юго-восточной части села Глинск (урочище Замок) расположено городище, изучавшееся А. Ф. Шафонским, Н. И. Арандаренко, В. Г. Ляскоронским, Н. Е. Макаренко, М. М. Семенчиком, Ф. Б. Копыловым, М. П. Кучерой, О. В. Сухобоковым, Ю. Ю. Моргуновым, Е. Н. Осадчим и А. В. Коротей. Установлено, что на рубеже IX—X веков здесь возникло поселение северян (носителей роменской археологической культуры), просуществовавшее до первой половины XI века. В XII—XIII веках в урочище Замок находилась древнерусская крепость, близ которой располагался посад. Судя по находкам керамики второй половины XIII—XIV веков, люди проживали здесь и после монгольского нашествия. По мнению Е. Н. Осадчего, новые фортификации Замка были возведены в XIV веке вместо разрушенных древнерусских.
Попытки поместить средневековый Глинск на правобережье Сулы осложняются тем, что надёжные свидетельства принадлежности этой местности к числу владений князей Глинских в известных источниках отсутствуют. Первые достоверные упоминания Глинска на Суле относятся лишь к XVII веку. Не исключено, что на месте нынешнего села находился упоминаемый в родословии Глинских город Глинница.

### На Ворскле
Как считают некоторые исследователи, Глинск находился на месте современного села Глинского (Полтавская область Украины), в среднем течении Ворсклы. Этой точки зрения придерживались Ю. Вольф, Л. В. Падалка, А. Яблоновский, А. М. Лазаревский, С. Кричинский, А. И. Баранович, М. С. Грушевский, Д. И. Мышко. Она отражена в Большой Российской энциклопедии и ряде современных публикаций. В то же время А. Б. Супруненко, Е. В. Русина и Е. Н. Осадчий полагают, что на Ворскле находился не Глинск, а Глинница.
В селе Глинском расположен археологический комплекс, состоящий из двух городищ, окружённых селищами-посадами. В разное время его исследовали В. Г. Ляскоронский, И. И. Ляпушкин, М. П. Кучера, О. В. Сухобоков и другие учёные. Период заселённости комплекса, отложения которого отнесены к роменской и древнерусской археологическим культурам, длился с IX по XIV век. Местные жители занимались земледелием, скотоводством, охотой, гончарным ремеслом, обработкой дерева, чёрных и цветных металлов, а также резьбой по кости. Важную роль в их хозяйстве играла рыбная ловля. При раскопках одного из посадов археологи обнаружили кузнечную мастерскую. В этой части комплекса выявлены материальные остатки второй половины XIII—XIV веков, в том числе происходящие из Балтийского региона, Причерноморья и Поволжья. В конце XIV века поселение было уничтожено вражеским нападением, о чём говорят следы сгоревших построек с останками убитых людей.
В первой половине XVI века имение Глинщина и Ворсклъ принадлежало княжне Аграфене Григорьевне Глинской (жене князя Василия Домонта), а затем перешло к её зятю Михаилу Ивановичу Грибунову. По сведениям 1552 года, Михаил Грибунов (Грабунович) владел городищем и селищем «на реце Ворскле на имя Глинско». В конце XVI — начале XVII веков имением распоряжались шляхетские роды Байбуз и Проскур. На эти земли претендовали шляхтичи Станислав и Михаил Келбовские, Иван Луцкевич, а также князья Вишневецкие. В 1632 году польский король пожаловал городища Глинск и Бельск, расположенные «над рекою Ворсклой», скарбовому писарю Петру Мировицкому. В 1634 году Глинск достался Лукашу Жолкевскому, после перешёл к Александру Конецпольскому, а в 1646 году был захвачен Иеремией Вишневецким.